# Iteja
Iteja (lat. Itea),  Rod listopadnog i vazdazelenog grmlja drveća iz porodie Iteaceae. Postoji dvadeset vrsta koje rastu po Aziji, Africi i Sjevernoj Americi
Rod je opisan u Species Plantarum 1: 199. 1753.

## Vrste
1. Itea amoena Chun
2. Itea chinensis Hook. & Arn.
3. Itea coriacea Y. C. Wu
4. Itea glutinosa Hand.-Mazz.
5. Itea ilicifolia Oliv.
6. Itea indochinensis Merr.
7. Itea japonica Oliv.
8. Itea kiukiangensis C. C. Huang & S. C. Huang
9. Itea kwangsiensis H. T. Chang
10. Itea macrophylla Wall. ex Roxb.
11. Itea maesifolia Elmer
12. Itea nutans Royle
13. Itea oldhamii C. K. Schneid.
14. Itea omeiensis C. K. Schneid.
15. Itea parviflora Hemsl.
16. Itea rhamnoides (Harv.) Kubitzki
17. Itea riparia Collett & Hemsl.
18. Itea virginica L.
19. Itea yangchunensis S. Y. Jin
20. Itea yunnanensis Franch.

## Sinonimi
- Choristylis Harv.
- Diconangia Mitch. ex Adans.
- Kurrimia Wall. ex Meisn.
- Reinia Franch. & Sav.